# Рен
Рен (на френски: Rennes, на бретонски Roazhon) е град в Северозападна Франция.

## География
Рен е център на регион Бретан. Разположен е в Армориканските възвишения, при сливането на реките Ил и Вилен. Населението на града е около 209 860 души (2012), а на градската агломерация – около 690 467 души (2012).

## Икономика
В града се намира един от основните заводи на автомобилния производител „Груп ПСА“.

## Архитектура
Най-известната сграда в Рен е Парламентът на Бретан. Построен е наново след пожар през 1994 г. Там се помещава Апелативният съд на Рен.

## Спорт
Местният футболен отбор се казва ФК Стад Рене. Играчи в него са били българите Ники Илиев и Георги Иванов – Гонзо.

## Личности
Починали
- Пиер-Шарл Вилньов, френски адмирал

## Побратимени градове
- Алмати, Казахстан
- Бърно, Чехия
- Ексетър, Великобритания
- Ерланген, Германия
- Корк, Република Ирландия
- Льовен, Белгия
- Рочестър (Ню Йорк), САЩ
- Сендай, Япония
- Сибиу, Румъния
- Хюе, Виетнам